# Caffè Gambrinus

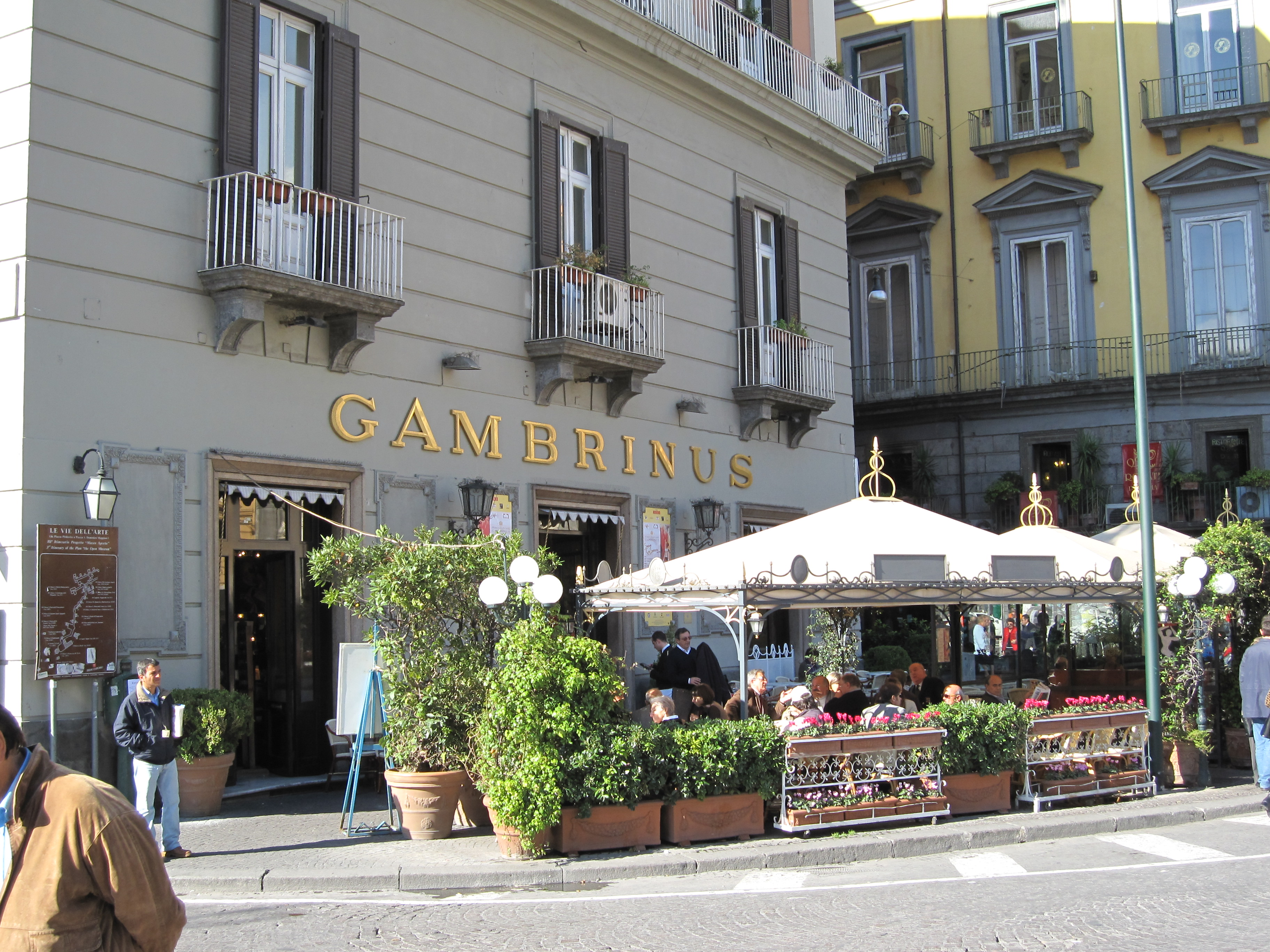
Faţada dinspre Piazza Trento e Trieste.

Caffè Gambrinus este o cafenea privată de importanță istorică din Piazza Trieste e Trento aflată în centrul orașului italian Napoli. Ea este situată în partea din spate a Palatului Prefecturii, care se află vizavi și în lateral față de Palatul Regal din Napoli, ambele având o fațadă către Piața Plebiscitului. Numele Gambrinus se referă la o figură legendară reprezentativă pentru un om beat și jovial, fiind atribuit mai multor cafenele sau berării.

## Istoric
Cafeneaua a fost fondată în 1860 de către Vincenzo Apuzzo. Următorul proprietar, Mario Vacca, a comandat, începând din 1889-1890, reconstrucția și renovarea clădirii cu ajutorul arhitectului Antonio Curri, precum și decorarea interioarelor de către numeroși artiști contemporani precum Luca Postiglione, Pietro Scoppetta, Vincenzo Volpe, Eduardo Matania, Attilio Pratella, Giuseppe Alberto Cocco, Giuseppe Casciaro, Giuseppe Chiarolanza, Gaetano Esposito, Vincenzo Migliaro, Vincenzo Irolli și Vincenzo Caprile. Operele lor de artă împodobesc interioarele elegante în stil Art Nouveau, care evocă spiritul Belle Epoque.
Cafeneaua a fost cunoscută și ca un loc de întâlnire pentru intelectuali și artiști, printre care Gabriele D'Annunzio și Filippo Tommaso Marinetti.